# Volkswagen Fox
Volkswagen Fox (engelsk for ræv) er navnet på flere bilmodeller fra Volkswagen. Frem til starten af 2011 var det mærkets indstigningsmodel i Europa, som i slutningen af 2011 blev afløst af Volkswagen up!. Selv om mål og kabineplads modsvarer minibilsklassen, regnes Fox på grund af sin lave pris og udstyr som en mikrobil.

## Fox i Europa
Fox blev udviklet i Brasilien og bygget på to forskellige fabrikker (São José dos Pinhais, Paraná) til det sydamerikanske marked og São Bernardo do Campo, São Paulo) til eksport mod Europa samt i Argentina.
Bilen var i Europa efterfølger for Volkswagen Lupo og kom på markedet den 29. april 2005. I Brasilien fås en modificeret model kaldet Novo Fox, som i optikken orienterer sig mod den aktuelle Volkswagen Golf.
En væsentligt mere moderne efterfølger blev af Volkswagen udviklet som prototypen New Small Family, som afløste Fox i december 2011 som Volkswagen up!.

### Udstyr
Volkswagen-koncernens billigste bilmodel havde som standard intet komfortudstyr.
Den elektrohydrauliske servostyring med højde- og vinkeljusterbart rat kostede ekstra til basismodellen med 40 kW (54 hk). Sideairbags, el-ruder, el-justerbare sidespejle, centrallåsesystem og det forskydelige bagsæde med delt ryglæn kunne kun fås som ekstraudstyr mod merpris, ligesom indstigningshjælpen "Easy Entry" til bagsædepassagererne.
Brændstoftanken kunne rumme 50 liter; vendekredsen var 10,6 meter.

## Tekniske specifikationer
| Model                       | Cylindre | Ventiler | Slagvolume cm³ | Max. effekt kW (hk) / omdr. | Max. drejningsmoment Nm / omdr. | Motorkode  | 0-100 km/t sek. | Topfart km/t |
| --------------------------- | -------- | -------- | -------------- | --------------------------- | ------------------------------- | ---------- | --------------- | ------------ |
| Benzinmotorer for Europa    |          |          |                |                             |                                 |            |                 |              |
| 1.2                         | 3        | 6        | 1198           | 40 (54) / 4750              | 108 / 3000                      | BMD / CHFB | 17,5            | 148          |
| 1.4                         | 4        | 8        | 1390           | 55 (75) / 5000              | 124 / 2750                      | BKR        | 13,0            | 167          |
| Benzinmotorer for Brasilien |          |          |                |                             |                                 |            |                 |              |
| 1.0                         | 4        | 8        | 999            | 53 (72) / 6000              | 87 / 4500                       |            | 14,3            | 162          |
| 1.6                         | 4        | 8        | 1599           | 76 (103) / 5750             | 138 / 3250                      |            | 10,8            | 187          |
| Dieselmotorer               |          |          |                |                             |                                 |            |                 |              |
| 1.4 TDI                     | 3        | 6        | 1422           | 51 (69) / 4000              | 155 / 1600 − 2800               | BNM        | 14,7            | 161          |

## Andre Fox-modeller fra Volkswagen-koncernen

### Fox i Latinamerika
Hvor Fox i Europa kun fandtes som tredørs, kunne den i Latinamerika også fås som femdørs. I modsætning til det europæiske marked er Fox i Latinamerika ikke Volkswagens indstigningsmodel. Bilen ligger prismæssigt mellem Gol og Polo.
Derudover findes der under navnet CrossFox en modelvariant med SUV-optik og øget frihøjde, som dog kun har forhjulstræk og dermed ikke er terrænegnet. I 2006 introduceredes en til 4,18 m forlænget stationcarudgave af Fox, som i Brasilien og Peru sælges under betegnelsen SpaceFox, i Mexico som SportVan og i Argentina som Suran. I Algeriet sælges modellen også under navnet Fox Plus.
I Mexico blev Fox siden 2004 solgt som Volkswagen Lupo, for at undgå navneligheder med den fra december 2000 til november 2006 regerende mexicansk statspræsident Vicente Fox.
I Brasilien måtte Volkswagen i 2008 tilbagekalde over 470.000 Fox-biler og betale en straf på ca. 9 mio. kroner, da betjening af mekanismen til fremklapning af bagsædet kunne føre til kvæstelser på hænder og fingre. Biler uden for Brasilien var ikke berørt, da de var udstyret med en anden type klapmekanisme.
I slutningen af 2009 introducerede Volkswagen en faceliftet Fox i Brasilien. Herved blev kabineudstyret komplet nyudviklet og i forhold til forgængeren kraftigt udvidet. På karrosserisiden blev forlygterne og kofangerne komplet modificeret og tilpasset Volkswagens nye koncerndesign. Herved opstod det indtryk, at der var tale om en helt nyudviklet model. Faceliftet berørte også CrossFox, som blev præsenteret i en faceliftet udgave. Ligeledes fik SpaceFox et facelift.
- Volkswagen Fox som femdørs
- Volkswagen SpaceFox/Suran (2006−)
- Volkswagen CrossFox

### Fox i Nordamerika (1986−1993)
Under navnet Volkswagen Fox solgtes i USA og Canada en eksportversion af Volkswagen Voyage mellem 1986 (modelår 1987) og 1993. Den i Brasilien af Volkswagen do Brasil byggede bil var en sedanudgave af Volkswagen Gol. Designede lignede Jetta I, og bilen fandtes både med to og fire døre.
Som Fox Wagon solgtes i USA den også fra Brasilien importerede Volkswagen Parati, en stationcarudgave af Gol. Fox Wagon, som kun fandtes som tredørs, blev solgt mellem 1987 (modelår 1988) og 1990.
Alle Fox-modeller havde den samme, på langs monterede vandkølede 1,8-litersmotor. Volkswagen do Brasil eksporterede samlet set 220.000 Fox-biler til Nordamerika.

### Fox i Sydafrika (1982)
Under navnet Volkswagen Fox byggedes og solgtes fra 1982 i Sydafrika den i Europa under betegnelsen Volkswagen Jetta kendte sedanudgave af Golf I. Modellen var baseret på Citi Golf og havde også dennes modificerede frontparti, som lignede Golf II.

### Polo Fox (1984−1996)
Basisversionen af Polo II og Polo III havde i en periode tilnavnet Fox. I starten fandtes modellen kun i de to specialfarver Saimagrøn og turkis. Bortset fra det lignede spartanske udstyrsomfang havde modellen dog intet at gøre med den brasilianskbyggede Fox, med den undtagelse at begge modeller har været Volkswagens basismodeller.

### Audi Fox (1972−1979)
Audi 80 hhv. Volkswagen Passat Variant blev mellem 1972 og 1979 solgt i USA under betegnelsen Fox.